# 22 a. C.

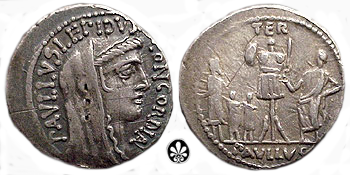
10 denarios con la efigie de Paulo Emilio Lépido.

El año 22 a. C. fue un año común comenzado en domingo, lunes o martes, o un año bisiesto comenzado en sábado o domingo (las fuentes difieren) del calendario juliano. También fue un año común comenzado en sábado del calendario juliano proléptico. En aquella época, era conocido como el Año del consulado de Marcelo y Arruntius (o menos frecuentemente, año 732 Ab urbe condita). 

## Acontecimientos
- Lucio Arruncio y Marco Claudio Marcelo Esernino[1] sirven de cónsules romanos.
- Paulo Emilio Lépido y Lucio Munacio Planco sirven como censores.
- El gobernador romano de Egipto, Publio Petronio marcha por el Nilo con las legiones XXII Deiotariana y III Cirenaica y destruye Napata, capital de los nubios.
- Siguen las guerras cántabras, con Cayo Furnio enfrentándose a los cántabros y Publio Carisio a los astures.[2]